# Pteris pediformis
Pteris pediformis là một loài dương xỉ trong họ Pteridaceae. Loài này được M. Kato & K.U. Kramer mô tả khoa học đầu tiên năm 1990.
Danh pháp khoa học của loài này chưa được làm sáng tỏ. 